# Kenney Funderburk
Kenneth Funderburk, detto Kenney (Charlotte, 13 aprile 1992), è un cestista statunitense.